# 6469 Armstrong
6469 Armstrong eller 1982 PC är en asteroid i huvudbältet som upptäcktes den 14 augusti 1982 av den tjeckiske astronomen Antonín Mrkos vid Kleť-observatoriet i Tjeckien. Den är uppkallad efter den amerikanske astronauten och första människan på månen, Neil Armstrong.
Asteroiden har en diameter på ungefär 3 kilometer och den tillhör asteroidgruppen Flora.